# Theodor van Eupen
Theodor van Eupen, född 24 april 1907 i Düsseldorf, död 14 december 1944, var en tysk SS-Sturmbannführer. Han var kommendant för Arbeitslager Treblinka, även benämnt Treblinka I, från dess inrättande 1941 till dess stängning 1944. van Eupen sköts ihjäl av polska partisaner i närheten av Jędrzejów i december 1944.